# Údolí Oslavy a Chvojnice
Přírodní rezervace Údolí Oslavy a Chvojnice se nachází na rozhraní krajů Vysočina a Jihomoravského na řece Oslavě od Náměště nad Oslavou po Čučice a jejího levostranného přítoku Chvojnice od Rapotic.

## Předmět ochrany
Ochrana kaňonovitého údolí řek Oslavy a Chvojnice s velkou rozmanitostí krajinného reliéfu. Území je jedinečnou ukázkou původních a posledních zachovaných moravských toků, zajímavých nejen po stránce krajinářské, ale i z hlediska botanického a zoologického.

## Popis
Jedná se hluboce zaříznuté říční údolí, kde si řeka razí cestu přes velmi tvrdé granulitové horniny. To se projevilo vznikem četných skalisek, které na mnoha místech dodávají údolí Oslavy ráz kaňonu. Údolí je velice atraktivní pro turistické vycházky, vede jím několik turistických značek. V údolí se nachází několik chatových osad, vodních mlýnů (Skřipinský, Senoradský a Ketkovický), romantických zřícenin (Lamberk, Sedlec, Kraví hora a Levnov (neboli Ketkovický hrad) vypínající se na skále nad soutokem Oslavy s Chvojnicí). Nad údolím se nachází altán Gloriet a boční strž Divoká rokle s četnými peřejemi a drobnými vodopády.
Na území rezervace se vyskytují ve významné míře zákonem chráněný mlok skvrnitý (Salamandra salamandra), kriticky ohrožená ještěrka zelená (Lacerta viridis), z hmyzu přástevník kostivalový (Euplagia quadripunctaria), z rostlin potom vzácný mech dvouhrotec zelený (Dicranum viride), orchidej jazýček jaderský (Himantoglossum adriaticum) nebo na jaře kvetoucí koniklec velkokvětý (Pulsatilla grandis).
Přírodní rezervace Údolí Oslavy a Chvojnice má být v budoucnu nahrazena vznikem národních přírodních rezervací (NPR) pod názvy Soutok Oslavy a Chvojnice a Divoká Oslava. K 1. prosinci 2019 vznikla NPR Divoká Oslava, připravován je vznik i druhé NPR. Stávající přírodní rezervace zrušena nebyla.

## Flóra
Při botanickém inventarizačním průzkumu přírodní rezervace a evropsky významné lokality Údolí Oslavy a Chvojnice bylo zjištěno na 800 druhů cévnatých rostlin. Nachází se zde orchidej jazýček jadranský (Himantoglossum adriaticum), který zde má jeden z mála recentních výskytů v rámci České republiky. Byl zde nalezen také strošek polopásý (Lapulla semicincta).

## Turistika
Turistické značky vedou turisticky náročnými terény podél řeky, na několika místech je dokonce nutno řeku přebrodit. Nejlepší přístup je od Náměště nad Oslavou (příjezd možný vlakem po železniční trati Brno–Jihlava) a dále údolím po červené turistické značce přes zříceninu hradu Lamberku ke Skřipinskému a Senoradskému mlýnu a odtud přes zříceninu hradu Levnova do Rapotic nebo do Oslavan.